# Organisation internationale pour les migrations
Cet article possède un paronyme, voir Office des migrations internationales.

(En vert foncé : États membres de l'OIM ; en vert clair : États observateurs et en gris : États, ou territoires, non membres).

L’Organisation internationale pour les migrations (OIM), est une agence intergouvernementale basée à Genève en Suisse qui se situait en dehors du système des Nations unies jusqu'à la signature de l'accord faisant de l'OIM une organisation liée aux Nations unies le 19 septembre 2016,. Après la signature, William Lacy Swing, directeur-général de l'OIM, la qualifie d'« agence de la migration des Nations unies ».

## Mission
L'OIM « croit fermement que les migrations organisées, s’effectuant dans des conditions décentes, profitent à la fois aux migrants et à la société tout entière ». Sa mission est d'agir avec ses partenaires de la communauté internationale en vue de :
- contribuer à relever concrètement les défis croissants que pose la gestion des flux migratoires ;
- favoriser la compréhension des questions de migration ;
- promouvoir le développement économique et social à travers les migrations ;
- œuvrer au respect de la dignité humaine et au bien-être des migrants.

Pour son directeur général William Lacy Swing, « la migration est inévitable, nécessaire et souhaitable ».

## Histoire
Elle est issue du Comité intergouvernemental pour les migrations européennes, créée en 1951 pour aider la réinstallation des personnes exilées de la Seconde Guerre mondiale.
Dans le cadre d'une politique plus générale d'externalisation de l'asile, le Maroc a signé en février 2005 un accord de siège avec l'OIM, lui autorisant à instaurer une représentation dans le pays et qui vise à « apporter une contribution efficace à la gestion des questions migratoires au royaume du Maroc ».
Durant la 95e session spéciale du conseil de l'OIM qui s'est tenue au palais des Nations à Genève le 18 juin 2008, un nouveau directeur général de l'OIM a été nommé à la majorité par les deux tiers de l'assemblée. Il s'agit de l'ancien représentant spécial des Nations unies en République démocratique du Congo, William Lacy Swing, en remplacement de l'actuel directeur général, Brunson McKinley (en), qui se représentait pour un éventuel 3e mandat. 
En juin 2009, l'OIM a publié un rapport qui affirme que les bouleversements climatiques vécus au XXIe siècle amèneront des centaines de millions de personnes à se déplacer vers des lieux plus sécuritaires, occasionnant des problèmes massifs dans les régions « hôtes ».
En 2013, l'OIM a dépensé 1,3 milliard de dollars. Fin 2015, elle comptait 157 États membres auxquels s'ajoutent 10 États ayant le statut d’observateur, ainsi que 55 organisations internationales et 62 organisations non gouvernementales. Cette même année son personnel s'élevait à 8 400 membres, répartis dans plus de 150 pays et 480 représentations sur le terrain, opérant dans le cadre de plus de 2 600 projets.
En juin 2018, le Portugais António Vitorino est élu directeur général de l'OIM, un poste occupé par les États-Unis depuis la création de l'institution en 1951.

## Directeurs généraux
- 2008-2018 : William Lacy Swing
- Depuis 2018 : António Vitorino
- Depuis 2023 : Amy E. Pope

## Sources